# Aleksandr Gradski
Aleksandr Borisowicz Gradski (ros. Алекса́ндр Бори́сович Гра́дский, właśc. Aleksandr Borisowicz Fradkin ur. 3 listopada 1949 w Kopiejsku, zm. 28 listopada 2021 w Moskwie) – radziecki i rosyjski piosenkarz i pieśniarz, poeta, autor tekstów, kompozytor i gitarzysta, Ludowy Artysta Federacji Rosyjskiej.

## Życiorys
Syn inżyniera Borisa Abramowicza Fradkina i aktorki Tamary Pawłownej Gradskiej. Do 14 roku życia nosił nazwisko ojca, nazwisko matki przyjął w 1963 po jej śmierci.
W 1965 był współtwórcą Sławian (Славяне), jednego z pierwszych radzieckich zespołów rockowych. W 1966 grupa się rozpadła, a Gradski związał się z zespołem Skomorochi (Скоморохи). Śpiewał i grał na gitarze w zespołach Los Panczos (Лос Панчос) i Skify (Скифы), a także z zespołem polskich studentów studiujących w Moskwie Tarakany utwory Elvisa Presleya. Współpracował z reżyserem Andriejem Michałkowem-Konczałowskim przy realizacji filmu Romanca o zakochanych, zrealizowanego w 1974. Gradski skomponował muzykę do filmu, a także wykonywał w nim partie wokalne.
Dorobek kompozytorski Gradskiego obejmuje muzykę do 40 filmów fabularnych, dwie opery rockowe, a także 15 płyt długogrających.
W latach 2012–2015, 2017 był jurorem w programie Gołos (rosyjska wersja The Voice).

## Twórczość

### Dyskografia
- 1972: Как прекрасен этот мир (Kak priekrasien etot mir)
- 1973: Поёт Александр Градский (Pojot Aleksandr Gradskij)
- 1974: Romanca o zakochanych (Romans o wlublonnych)
- 1976: Александр Градский поёт песни из кинофильма «Солнце, снова солнце» (Aleksandr Gradskij pojot piesni iz kinofilma „Sołnce, snowa sołnce”)
- 1977: Александр Градский поёт песни из кинофильма «Моя любовь на третьем курсе» (Aleksandr Gradskij pojot piesni iz kinofilma „Moja lubow´ na trietjem kursie”)
- 1978: Александр Градский и ансамбль «Скоморохи» (Aleksandr Gradskij i ansambl „Skomorochi”)
- 1979: Поёт Александр Градский (Pojot Aleksandr Gradskij)
- 1979: Только ты верь мне (Tolko ty wier´ mnie)
- 1980: Русские песни (Russkije piesni)
- 1980: Нам не жить друг без друга (Nam nie żyt´ drug biez druga)
- 1981: Птица счастья (Ptica sczastja)
- 1984: Сама жизнь (Sama żyzń)
- 1985: Стадион (Stadion, rock-opera)
- 1986: Звезда полей (Zwiezda polej)
- 1987: Сатиры (Satiry)
- 1987: Давайте начнём (Dawajtie naczniom)
- 1987: Утопия Александра Градского (Utopija Aleksandra Gradskogo)
- 1987: Размышления шута (Razmyszlennaja szuta)
- 1988: Флейта и рояль (Flejta i rojal)
- 1988: Ностальгия (Nostalgija)
- 1988: Человек (Czełowiek)
- 1989: Монте-Кристо (Monte-Kristo)
- 1989: Концерт-сюита (Koncert-siuita)
- 1990: Экспедиция (Ekspiedicyja)
- 1991: Metamorfhoses
- 1994: Несвоевременные песни (Nieswojewriemiennyje piesni)
- 1994: Фрукты с кладбища (Frukty s kładbiszcza)
- 1995: The fruits from the cemetery
- 1996: ЖИВьЁМ в «России» (ŻYWJOM w „Rossii”)
- 1996: Золотое старьё (Zołotoje starjo)
- 1996: Коллекция Александра Градского (Kollekcyja Aleksandra Gradskogo)
- 1997: Легенды русского рока. Александр Градский и группа «Скоморохи» (Legiendy russkogo roka. Aleksandr Gradskij i gruppa „Skomorochi”)
- 2000: ЖИВьЁМ в «России» — 2 (ŻYWJOM w „Rossii”-2)
- 2003: Хрестоматия (Chriestomatija)
- 2003: Песни для Иры (Piesni dla Iry)
- 2004: ЖИВьЁМ в «России»-2. Юбилейный видеоконцерт (ŻYWJOM w „Rossii”-2. Jubilejnyj widieokoncert)
- 2009: Мастер и Маргарита (Mastier i Margarita, rock-opera)
- 2010: ЖИВьЁМ в «России». Юбилейный видеоконцерт (ŻYWJOM w „Rossii”. Jubilejnyj widieokoncert)
- 2010: Антиперестроечный блюз (Antipieriestrojecznyj bluz)
- 2011: «Избранное» Александра Градского („Izbrannoje” Aleksandra Gradskogo)
- 2011: Неформат (Nieformat)
- 2014: Концерт-2010 (Koncert-2010)
- 2014: Романсы (Romansy)

## Życie prywatne
Był czterokrotnie żonaty. Z trzeciego małżeństwa z Olgą Siemionowną Gradską miał dwoje dzieci (syna Daniiła i córkę Mariję). Od 2003 związany z Mariną Kotaszenko, z którą miał dwóch synów Aleksandra i Iwana. Pochowany na Cmentarzu Wagańkowskim w Moskwie